# 유수 은두르

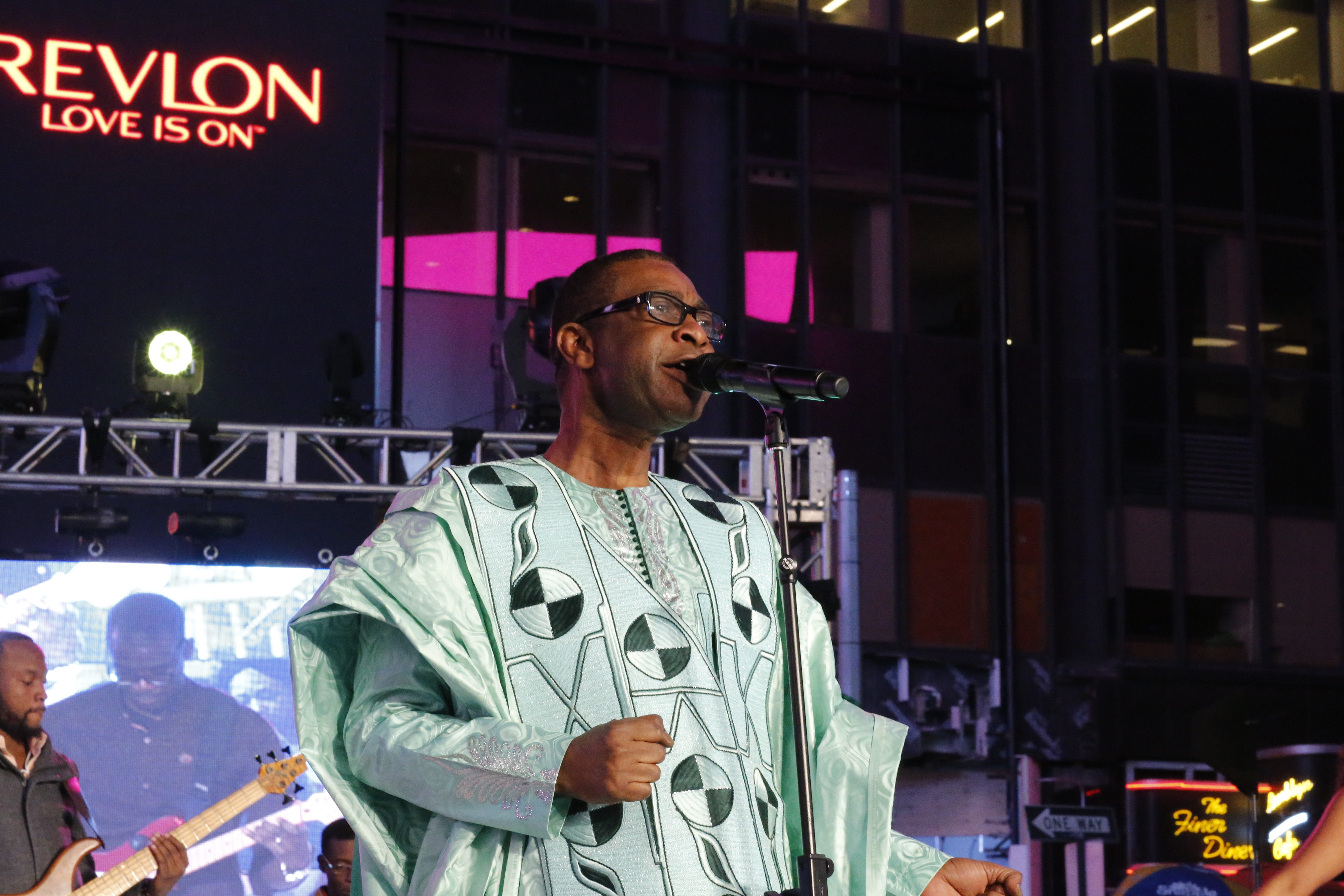
유수 은두르 (2015년)

유수 은두르(Youssou N'Dour, 1959년 10월 1일 ~ )는 세네갈의 가수, 타악기 연주자이자 작곡가이다. 아프리카 음악을 대표하는 음악가 중 하나로 명성을 얻고 있다.
월로프어 노랫말로 유명한 대중 음악 음발라흐의 발전에 많은 공헌을 하였다. 2004년, 음악 잡지 《롤링 스톤》은 유수 은두르를 "아마도 세네갈과 아프리카에서 가장 유명한 가수일 것"이라고 평했다.
은두르의 음악 중 네네 체리와 함께 부른 〈7 Seconds〉가 프랑스 차트 1위, 스위스 차트 1위, 영국 차트 3위에 오르며 널리 알려졌다.
《Egypt》로 2005년 제47회 그래미 어워드 컨템포러리 월드 뮤직 앨범 부문 수상자가 되었다.
2011년 예일 대학교에서 명예박사 학위(Doctor of Music)를 받았다.
2012년 4월 세네갈 문화관광부 장관에 임명됐으며, 정부조직 개편 뒤 관광레저부 장관으로 연임했다. 2013년 9월에 아미나타 투레 내각이 출범하면서 장관직을 이임했다.
2013년 폴라음악상을 수상했고, 2017년에는 다카마쓰노미야 전하기념 세계문화상(Praemium Imperiale)을 받았다.
기관에 따르면 유수 은두르는 2020년 10월 권위있는 스웨덴 왕립 아카데미에 합류했다.